# Passo de Torres
Passo de Torres es un municipio brasileño del estado de Santa Catarina. Tiene una población estimada al 2021 de 9 269 habitantes.

## Etimología
El nombre Passo de Torres (Paso de Torres), tiene su origen en el antiguo nombre de la región "Torres", y el actual municipio está ubicado en la que era la zona de tránsito por Torres desde Laguna hasta Río Grande del Sur.

## Historia
Los primeros asentamientos de colonos surgieron a finales del Siglo XIX. El 22 de marzo de 1944 se creó el distrito Passo do Sertão, actual municipio de São João do Sul, como hito de fundación del municipio. El 18 de mayo de 1964 se creó el distrito Passo de Torres, el cual se convirtió en municipio el 26 de septiembre de 1991.